# Cornus peruviana
Cornus peruviana es una especie de árbol en la familia Cornaceae, nativo de los bosques montanos del sur de América Central y los Andes, desde Costa Rica y Venezuela hasta Bolivia.
Los cornus o cornejos son un género de plantas que tiene más de 30 especies de árboles o arbustos.